# Plaza de Mayo
Plaza de Mayo är det viktigaste torget i Buenos Aires. Runt torget finns många av stadens historiska landmärken, det gamla stadshuset El Cabildo, presidentpalatset Casa Rosada och katedralen Catedral Metropolitana. Här finns också riksbanken och det nya stadshuset.
Torget har varit i fokus under hela Argentinas historia, torget är uppkallat efter majrevolutionen 1810 som blev startpunkten för självständigheten. På Plaza de Mayo utropades Argentinas självständighet. Här har presidenter avsatts och tillsatts och torget har varit en viktig plats för demonstrationer.
Det är även här som mödrar till försvunna personer i militärdiktaturen samlades för första gången, och organisationen Madres de la Plaza de Mayo bildades den 30 april 1977.

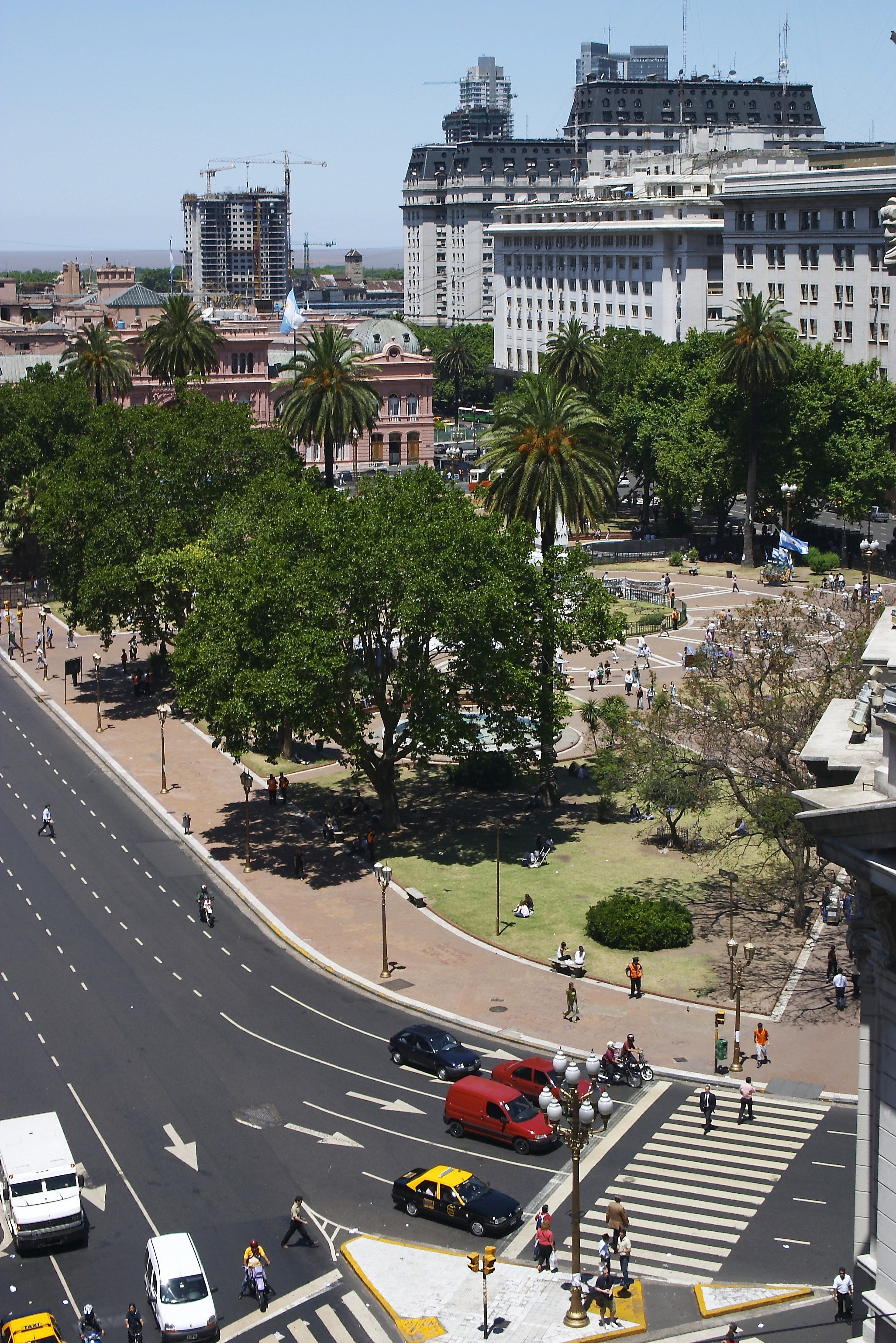
Plaza de Mayo
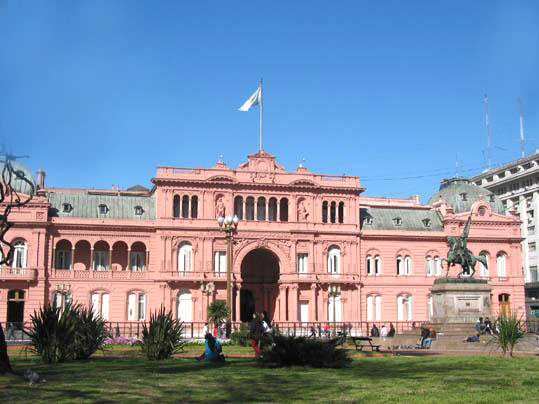
Casa Rosada
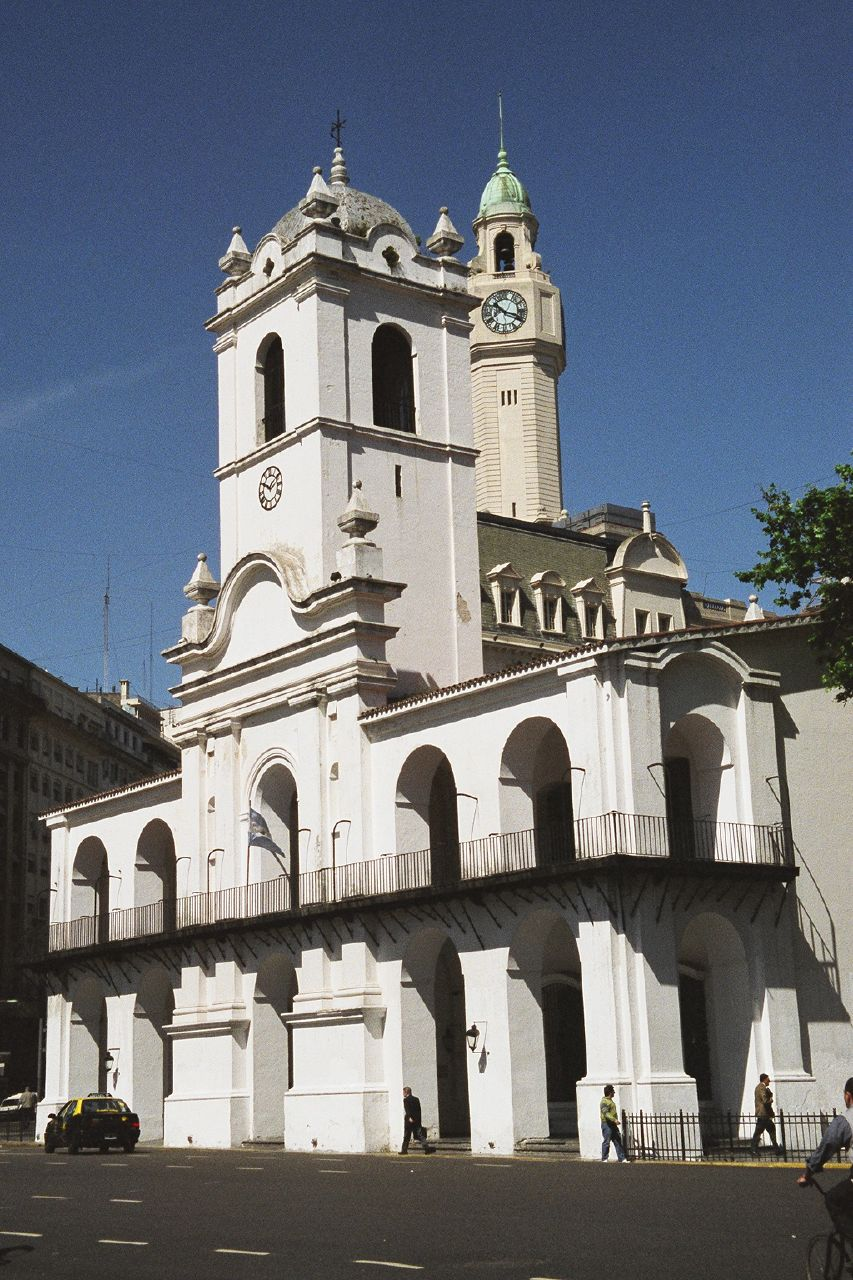
El Cabildo
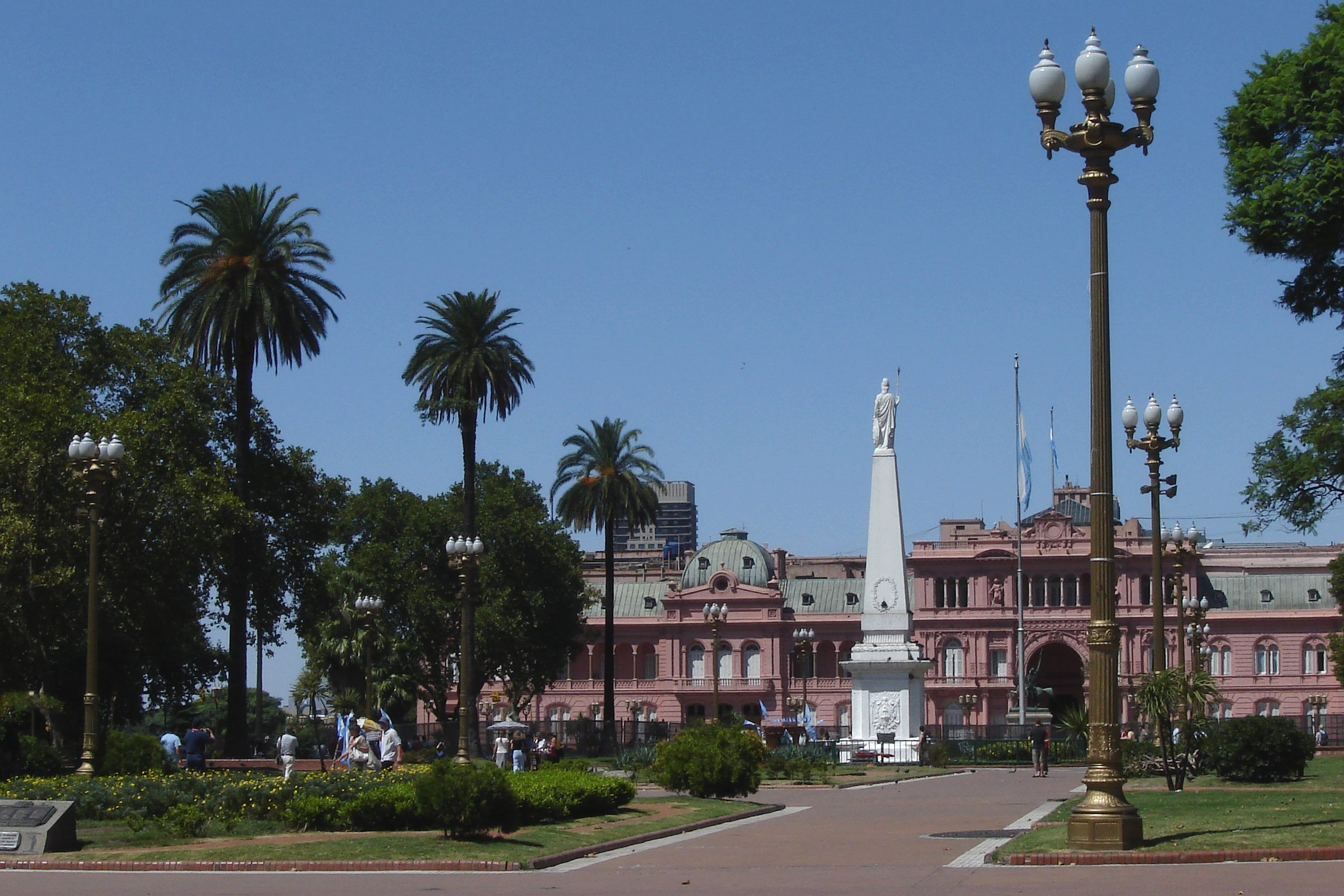
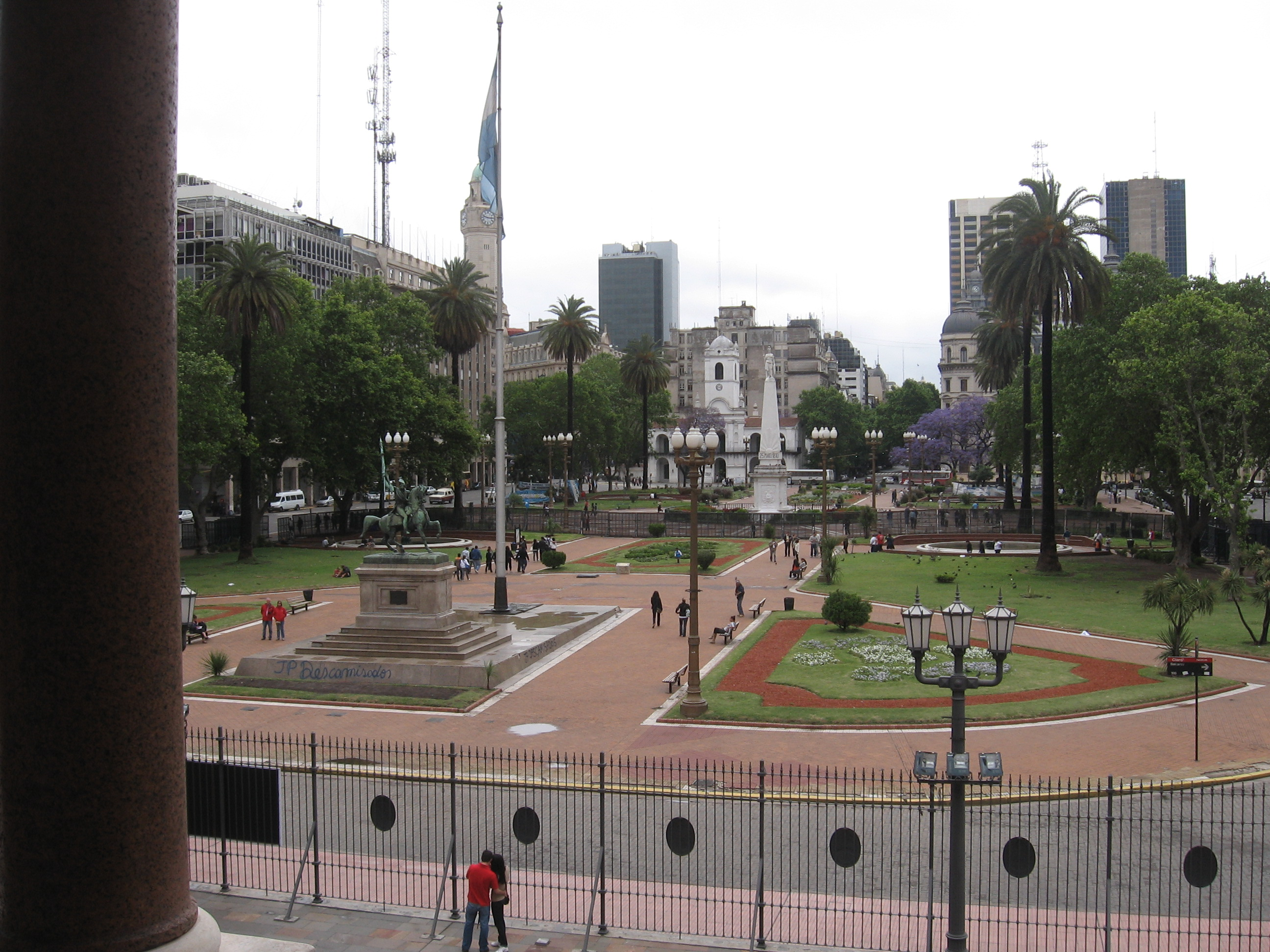